# Rubus obscuriflorus
Rubus obscuriflorus är en rosväxtart som beskrevs av E.S.Edees och A. Newton. Rubus obscuriflorus ingår i släktet rubusar, och familjen rosväxter. Inga underarter finns listade i Catalogue of Life.